# АТХ код M09
АТХ код M09 (англ. ATC code M09)  «Прочие препараты для лечения заболеваний костно-мышечной системы» — раздел система буквенно-цифровых кодов Анатомо-терапевтическо-химической классификации, разработанных Всемирной организацией здравоохранения для классификации лекарств и других медицинских продуктов. Подгруппа M09 является частью группы препаратов M «Препараты для лечения заболеваний костно-мышечной системы».
Коды для применения в ветеринарии (ATCvet коды) могут быть созданы путём добавления буквы Q в передней части человеческого Код ATC: QM09.
Из-за различных национальных особенностей в классификацию АТС могут включаться дополнительные коды, которые отсутствуют в этом списке, который составлен Всемирной организацией здравоохранения.

## M09A Препараты для лечения заболеваний опорно-двигательного аппарата другие

### M09AA Хинин и его производные
- M09AA01 Гидрохинон
- M09AA72 Хинин в комбинации с психолептиками

### M09AB Ферментные препараты
- M09AB01 Chymopapain[англ.]
- M09AB02 Collagenase clostridium histolyticum[англ.]
- M09AB52 Трипсин в комбинации с другими препаратами

### M09AX Препараты для лечения заболеваний опорно-двигательного аппарата прочие
- M09AX01 Гиалуроновая кислота
- M09AX02 Хондроитина сульфат
- QM09AX99 Комбинации